# Angelagrion
Angelagrion is een geslacht van libellen (Odonata) uit de familie van de waterjuffers (Coenagrionidae).

## Soorten
Angelagrion omvat 2 soorten:
- Angelagrion frederico Lencioni, 2008
- Angelagrion nathaliae Lencioni, 2008